# Ciucă-kormány
A Ciucă-kormány (IPA: [ˈtʃjukə]) Románia 132. kormánya volt, amelyet Nicolae Ciucă (PNL), a román szárazföldi erők egykori tábornoka vezetett. 2021. november 25-én alakult meg és 2023. június 12-ig volt hivatalban.
A kormányt alkotó nagykoalíciót, amely a Szociáldemokrata Pártból (PSD), a Nemzeti Liberális Pártból (PNL) és az Romániai Magyar Demokrata Szövetségből (RMDSZ) állt, „Romániai Nemzeti Koalíciónak” (románul Coaliția Națională pentru România, CNR) is nevezték.

## Kormányösszetétel
| Név                                                  | Hivatal kezdete    | Hivatal vége         | Párt           |
| Miniszterelnök                                       | Miniszterelnök     | Miniszterelnök       | Miniszterelnök |
| ---------------------------------------------------- | ------------------ | -------------------- | -------------- |
| Nicolae Ciucă                                        | 2021. november 25. | 2023. június 12.     | PNL            |
| Miniszterelnök-helyettes                             |                    |                      |                |
| Sorin Grindeanu                                      | 2021. november 25. | 2023. június 15.     | PSD            |
| Kelemen Hunor                                        | 2021. november 25. | 2023. június 15.     | RMDSZ          |
| Kormányfőtitkár                                      |                    |                      |                |
| Marian Neacșu                                        | 2021. december 7.  | 2023. június 15.     | PSD            |
| Külügyminiszter                                      |                    |                      |                |
| Bogdan Aurescu                                       | 2021. november 25. | 2023. június 15.     | független      |
| Belügyminiszter                                      |                    |                      |                |
| Lucian Bode                                          | 2021. november 25. | 2023. június 15.     | PNL            |
| Mezőgazdasági és vidékfejlesztési miniszter          |                    |                      |                |
| Adrian Chesnoiu                                      | 2021. november 25. | 2022. július 8.      | PSD            |
| Petre Daea                                           | 2022. július 8.    | 2023. június 15.     | PSD            |
| Nemzetvédelmi miniszter                              |                    |                      |                |
| Vasile Dîncu                                         | 2021. november 25. | 2022. október 24.    | PSD            |
| Angel Tîlvăr                                         | 2022. október 31.  | 2023. június 15.     | PSD            |
| Kutatási, innovációs és digitalizációs miniszter     |                    |                      |                |
| Florin Roman                                         | 2021. november 25. | 2021. december 15.   | PNL            |
| Virgil Popescu                                       | 2021. december 15. | 2022. január 28.     | PNL            |
| Marcel Boloș                                         | 2022. január 28.   | 2022. május 2.       | PNL            |
| Sebastian Burduja                                    | 2022. május 2.     | 2023. június 15.     | PNL            |
| Kulturális miniszter                                 |                    |                      |                |
| Lucian Romașcanu                                     | 2021. november 25. | 2023. június 15.     | PSD            |
| Fejlesztési, közmunkaügyi és közigazgatási miniszter |                    |                      |                |
| Cseke Attila                                         | 2021. november 25. | 2023. június 15.     | RMDSZ          |
| Oktatási miniszter                                   |                    |                      |                |
| Sorin Cîmpeanu                                       | 2021. november 25. | 2022. szeptember 29. | PNL            |
| Ligia Deca                                           | 2022. október 3.   | 2023. június 15.     | PNL            |
| Energiaügyi miniszter                                |                    |                      |                |
| Virgil Popescu                                       | 2021. november 25. | 2023. június 15.     | PNL            |
| Gazdasági miniszter                                  |                    |                      |                |
| Florin Spătaru                                       | 2021. november 25. | 2023. június 15.     | PSD            |
| Munkaügyi és társadalmi szolidaritási miniszter      |                    |                      |                |
| Marius Budăi                                         | 2021. november 25. | 2023. június 15.     | PSD            |
| Környezetvédelmi, vízügyi és erdőügyi miniszter      |                    |                      |                |
| Tánczos Barna                                        | 2021. november 25. | 2023. június 15.     | RMDSZ          |
| Közlekedési és infrastrukturális miniszter           |                    |                      |                |
| Sorin Grindeanu                                      | 2021. november 25. | 2023. június 15.     | PSD            |
| Pénzügyminiszter                                     |                    |                      |                |
| Adrian Câciu                                         | 2021. november 25. | 2023. június 15.     | PSD            |
| Igazságügyi miniszter                                |                    |                      |                |
| Cătălin Predoiu                                      | 2021. november 25. | 2023. június 15.     | PNL            |
| Egészségügyi miniszter                               |                    |                      |                |
| Alexandru Rafila                                     | 2021. november 25. | 2023. június 15.     | PSD            |
| Beruházási és európai projektekért felelős miniszter |                    |                      |                |
| Dan Vîlceanu                                         | 2021. november 25. | 2022. április 2.     | PNL            |
| Marcel Boloș                                         | 2022. május 2.     | 2023. június 15.     | PNL            |
| Sportminiszter                                       |                    |                      |                |
| Novák Károly Eduárd                                  | 2021. november 25. | 2023. június 15.     | RMDSZ          |
| Családügyi, ifjúsági és esélyegyenlőségi miniszter   |                    |                      |                |
| Gabriela Firea                                       | 2021. november 25. | 2023. június 15.     | PSD            |
| Vállalkozási és idegenforgalmi miniszter             |                    |                      |                |
| Constantin Cadariu                                   | 2021. november 25. | 2023. június 15.     | PNL            |

## Háttér és megalakulás
2021. szeptember 1-jén a PNL, Florin Cîțu akkori miniszterelnök és a hivatalban lévő Klaus Johannis államfő a 2021-es romániai politikai válságot a korábbi igazságügyi miniszter, Stelian Ion kirúgásával váltotta ki, amelyet megelőzött a PNL és korábbi koalíciós partnereik, a progresszív-liberális USR PLUS (amelyből Ion származott) közötti botrány az úgynevezett Anghel Saligny beruházási program (más néven PNDL 3) kapcsán. A megmaradt USR-miniszterek végül maguktól lemondtak, és a Ciucă-kormányt megelőző Cîțu-kormányt október 5-én bizalmatlansági indítvány útján, az USR, a PSD és az AUR rekordszámú szavazatával menesztették.
Az elnök által kijelölt miniszterelnök-jelöltnek a kinevezésétől számított 10 napon belül kell kérnie a törvényhozástól a beiktatási szavazást. Október 11-én Johannis elnök Dacian Cioloșt az USR részéről jelölte ki a következő kormányalakításra, de kormányát később a parlament elutasította. Október 20-án ugyanerre a posztra Nicolae Ciucăt a PNL részéről jelölték, aki végül visszaadta megbízatását. Pártja arra utasította, hogy csak egy PNL–RMDSZ kisebbségi kormányról hívjon össze tárgyalásokat, amely kormányformát a PNL-n és az RMDSZ-n kívül más párt nem fogadott el.
A nemzeti-liberálisok a parlament legnagyobb pártjával, a Szociáldemokrata Párttal is tárgyalásokhoz folyamodtak egy teljes jogkörrel rendelkező többségi kormány megalakításának reményében, de hamar patthelyzetbe kerültek. A PSD, amely a legfőbb ellenzéki párt volt a PNL körül addig megalakult kabinetekkel szemben, a miniszterelnöki tisztséget akarta, a PNL azonban nem volt hajlandó átengedni a tisztséget, és határozottan kívánta, hogy azt egy PNL-tag töltse be, ami meg is történt azzal, hogy Johannis elnök november 22-én, egy nappal a tárgyalások befejezése után újra Nicolae Ciucăt nevezte ki.
A kormány meghallgatására november 24-én került sor, a Ciucă-kormány november 25-én esküdött fel.

## Fordítás
Ez a szócikk részben vagy egészben  a   Ciucă Cabinet című angol Wikipédia-szócikk fordításán alapul.  Az eredeti cikk szerkesztőit annak laptörténete sorolja fel. Ez a jelzés csupán a megfogalmazás eredetét és a szerzői jogokat jelzi, nem szolgál a cikkben szereplő információk forrásmegjelöléseként.